# Медведеве (Звягельський район)
Медведе́ве — село в Україні, у Звягельському районі Житомирської області. Входить до складу Ємільчинської селищної громади.

## Історія
У 1906 році слобода Ємильчинської волості Новоград-Волинського повіту Волинської губернії. Відстань від повітового міста 49 версти, від волості 8. Дворів 69, мешканців 445.
Десь із 1760-х — 1780 –х років тут уже виникло близько 15 господарств. З появою тут великого землевласника Уварова змінилося характерне призначення села, яке було до 1834 року панським. Того ж року частину селян було забрано до армії, частина — втекла, а тих, що лишились, виселили до Миколаївки (колишня назва М'яколовичі) та Осової (Солов'ї) місцевості, яка знаходилась також в нинішніх межах Ємільчинського району. Опустіле село і навколишні землі власник віддав у використання польським землеробам. З часу заселення села поляками і початку ними землеробства на навколишніх землях, його почали називати польським і до нього прикріпилась назва Слобода Медведеве. Польський характер заселення тривав з половини 30 — х років 19 століття до кінця 30-х років 20 століття, тобто більше 100 років.
У 80-х роках 19 століття в рамках запровадженої на Волині земельної реформи, було дозволено купувати землю, на якій господарювали. Слобода на той час нараховувала приблизно 35 господарств. Ця земельна реформа в Медведевому розпочалася лише в 1894 році.
Особливо знана вулиця Града (на даний час існує) навколо будівель простягались власні поля, луки і ліс. З часом тут утворилась велика колонія польських мешканців. Града - це залишки старовинного валу, який простягався на 43 версти на захід від Ємільчиного аж до села Червона Воля (раніше Доброволя або Воняча). Цей вал місцеві жителі називали - Дорога Святослава.
Поляки сповідували католицизм, тому не ходили до православних храмів, а відвідували костьол у Новограді-Волинському.
У селі не було католицького кладовища, тому небіжчиків возили хоронити в Бараші, Городницю, а пізніше в Ємільчине. Лише в 1958 році було обладнане друге кладовище в селі, і все було уладнано. Виробництво поташу і заготівля ділової будівельної деревини були перенесені в графські ліси в урочище «Поломи». Там його відправляли по річці Случ замовникам. Деякі люди з цього села наймались копати болотяну руду, яку вивозили до Руденьки. Велику і довгу боротьбу вели селяни після скасування кріпосного права з місцевим поміщиком за землю в урочищі «Одруб». Поміщик вимагав грошей за землю, яку люди розробляли після знятого лісу, а жителі протестували. Вигнали з села землеміра, поломали його засоби обміру землі. Частини селян після всього заарештували, 20 чоловік взяли під варту заручниками. В дореволюційний період, як і у всіх селах Полісся, тут панувала повна неписьменність, відсутність будь-якої медичної допомоги. Щоб порахувати гроші, дещо прочитати звертались до Степана Сороки, який прийшов у село з солдатів після 25 — річної служби. Більшість листів читались, і відповіді на них давались в костьолі. Медичне обслуговування, якщо можна його так назвати зводилось до шептання. Лікували один одного травами.
Перша світова війна не пройшла осторонь села. Чоловіків забрали на фронт, інших в обоз. Жінок і чоловіків, які залишились вдома, щоденно ганяли в ліс копати окопи і оборонні траншеї. Сліди цих споруд залишились до нашого часу. В Медведівській дачі, особливо в урочищі «Очерчина» помітна система оборонних споруд. Після жовтневого перевороту нова влада розділила поміщицьку землю, у селі обрали головою сільської ради Зембицького В. І. На початку тридцятих років почалась колективізація. Багатьох господарів було «розкуркулено» і вислано на Північ та Сибір. Силою, залякуванням, примусом селян було загнано в новостворений колгосп «П'ятирічка в чотири роки». Першими організаторами колгоспу в Медведовому стали Ф. П. Кубашевич, С. Й. Ваховський, Й. І. Островський, П. Ф. Туровський. Більшість селян примусили переселятись з хуторів в село.
Кардинальні зміни в житті села почалися в 1936 році. Саме в цьому році значна частина польського населення була примусово виселена до Казахстану (Карагандинська та Алма-атинська області). Їхні житлові будинки зайняли благонадійні люди з Підлуб, Серід і інших сіл.
В 1937 році маховик репресій докотився до Медведевого. За надуману участь в ПОВ (Польська військова організація), в «контрреволюційній діяльності» розстріляно (документально підтверджено) 20 чоловік, 25 чоловік вислано до таборів. Під час Другої світової війни 36 чоловік з Медведевого не повернулись до свої рідних. Частина чоловіків — поляків воювали в Армії Крайовій (Польща), були в партизанах. В повоєнний період відновлено роботу колгоспу «П'ятирічка в чотири роки» з 1954 року його перейменували в колгосп «Комсомолець». Землі навколо села були абсолютно заболочені, тому в 60-х роках було проведено меліорацію навколишніх земель. В 1961 році Медведеве стало бригадним селом середівського колгоспу ім. Мічуріна. Досить помітні зрушення сталися в селі з 1985 року після створення окремого господарства, яке носило ім'я Островського. До початку дев'яностих господарство побудовало автомобільну дорогу до райцентру, що дало змогу з'єднати село автобусним сполученням. В село стала повертатись молодь, почали будувати житлові будинки та фельдшерсько-акушерський пункт, дитячий садок, приміщення сільської ради, встановлено АТС.